# Frank Parks
Frank Parks   (Londres, 11 de març de 1885 - Hampstead, 14 de maig de 1945) va ser un boxejador anglès que va competir a finals del segle xix i començaments del segle xx.
S'inicià en la boxa el 1892 en unir-se al Polytechnic Boxing Club. El 1902 guanyà el Studd Trophy. Va ser el campió de pes pesat de l'ABA el 1899, 1901, 1902, 1905 i 1906.
El 1908 va prendre part en els Jocs Olímpics de Londres, on guanyà la medalla de bronze de la categoria del pes pesant del programa de boxa, en perdre en semifinals contra Sydney Evans.
El 1911 juntament amb Reuben Charles Warnes va anar als Estats Units per lluitar al Madison Square Garden en una sèrie d'exhibicions.
Va morir el 22 de maig de 1945 en un accident de cotxe.